# Bahnradsport-Weltmeisterschaften 1901

Thaddäus Robls Siegeszug als Steher begann in Berlin.

Die Bahnradsport-Weltmeisterschaften 1901 fanden vom 7. bis 14. Juli 1901 auf der Radrennbahn in Berlin-Friedenau statt.
Es wurden vier Rennen ausgetragen, jeweils zwei für Amateure und für Berufsfahrer. Als Disziplinen standen Fliegerrennen, heute Sprint, über 2 km sowie ein Steherrennen über 100 km (hinter zweisitzigen Motorrädern) auf dem Programm. 10 Nationen waren am Start. Insgesamt sahen 20 000 Zuschauer die Rennen an drei Renntagen.
Weltmeister der Profi-Steher wurde erstmals Thaddäus Robl, dessen Karriere damit ihren Aufschwung nahm. Der Däne Thorvald Ellegaard gewann in Berlin seinen ersten Weltmeistertitel von insgesamt sechs im Sprint der Profis.

## Resultate

### Berufsfahrer
| Disziplin                | Platz | Land            | Athlet             |
| ------------------------ | ----- | --------------- | ------------------ |
| Fliegerrennen über 2 km  | 1     | Dänemark        | Thorvald Ellegaard |
|                          | 2     | Frankreich      | Edmond Jacquelin   |
|                          | 3     | Niederlande     | Guus Schilling     |
| Steherrennen über 100 km | 1     | Deutsches Reich | Thaddäus Robl      |
|                          | 2     | Niederlande     | Piet Dickentman    |
|                          | 3     | Schweiz         | Fritz Ryser        |

### Amateure
| Disziplin                | Platz | Land            | Athlet           |
| ------------------------ | ----- | --------------- | ---------------- |
| Fliegerrennen über 2 km  | 1     | Frankreich      | Émile Maitrot    |
|                          | 2     | Österreich      | Rudolf Vejtruba  |
|                          | 3     | Deutsches Reich | Heinrich Struth  |
| Steherrennen über 100 km | 1     | Deutsches Reich | Heinrich Sievers |
|                          | 2     | Deutsches Reich | Bruno Salzmann   |
|                          | 3     | Deutsches Reich | Alfred Görnemann |